# Air Slovakia
Air Slovakia war eine slowakische Fluggesellschaft mit Sitz in Bratislava und Basis am dortigen Flughafen M. R. Štefánik.

## Geschichte
Die Fluggesellschaft wurde am 2. Juni 1993 unter dem Namen Air Terrex Slovakia gegründet und nahm ihren Geschäftsbetrieb am 1. Juli 1993 auf. Seit 1995 lautete der Name der Gesellschaft Air Slovakia, nachdem die Fluggesellschaft nach der Auflösung der Tschechoslowakei repositioniert wurde.
Im Oktober 2006 wurde Air Slovakia vom indischen Geschäftsmann Ninder Singh Chohan an Harjinder Singh Sidhu verkauft, der die Fluggesellschaft stärker auf indische Destinationen wie Amritsar, Goa und Neu-Delhi ausrichtete, um die Nachfrage indischer Kunden zu nutzen. Im Juli 2008 stellte Air Slovakia alle Flugverbindungen, ausgenommen die Strecken von Bratislava nach Tel Aviv und Kuwait, ein und konzentrierte sich auf den Charterverkehr. Die Fluggesellschaft bediente Urlaubsziele im Mittelmeerraum, darunter Griechenland, die Türkei und Spanien, sowie exotischere Destinationen wie die Seychellen, Sri Lanka, Bangladesch und Thailand. Air Slovakia verleaste ihre Flugzeuge, um bei Engpässen im Charterverkehr zu helfen (ACMI-Dienste).
Ende Dezember 2008 hatte Air Slovakia Beitragsrückstände zur Sozialversicherung in der Höhe von 400.000 Euro. Die finanziellen Schwierigkeiten wurden durch hohe Betriebskosten, insbesondere für ältere Flugzeuge, sowie durch eine geringe Nachfrage nach Linienflügen verschärft. Anfang März 2010 wurde der Gesellschaft auf Grund ihrer finanziellen Situation die Betriebsgenehmigung entzogen, die Schulden sollen sich auf mehrere Millionen Euro belaufen. Am 25. Mai 2010 meldete Air Slovakia Insolvenz an.

## Flotte
Im März 2010 bestand die Flotte der Air Slovakia aus 6 Flugzeugen:
- 1 Boeing 737-200
- 4 Boeing 737-300
- 1 Boeing 757-200

Die Flotte bestand zunächst aus älteren Boeing 727, die ab 1999 durch Boeing 737-200 und ab 2007 durch Boeing 737-300 ersetzt wurden. Ab 2003 kamen auch Boeing 757-200 zum Einsatz. Insbesondere die Boeing 737-200 war aufgrund ihres hohen Treibstoffverbrauchs und Wartungskosten ineffizient und trug zu den finanziellen Schwierigkeiten der Fluggesellschaft bei. Die Flugzeuge wurden flexibel für Kurz- und Mittelstrecken eingesetzt, hauptsächlich für Charterflüge zu Urlaubszielen.